# J-Air
ジェイ エア
J-Air Co., Ltd. (株式会社ジェイエア, Kabushiki-gaisha Jei Ea) est une compagnie aérienne régionale japonaise, membre du groupe Japan Airlines ayant son siège social à l'aéroport d'Osaka. Elle opère des routes régionales pour le compte de Japan Airlines.

## Histoire

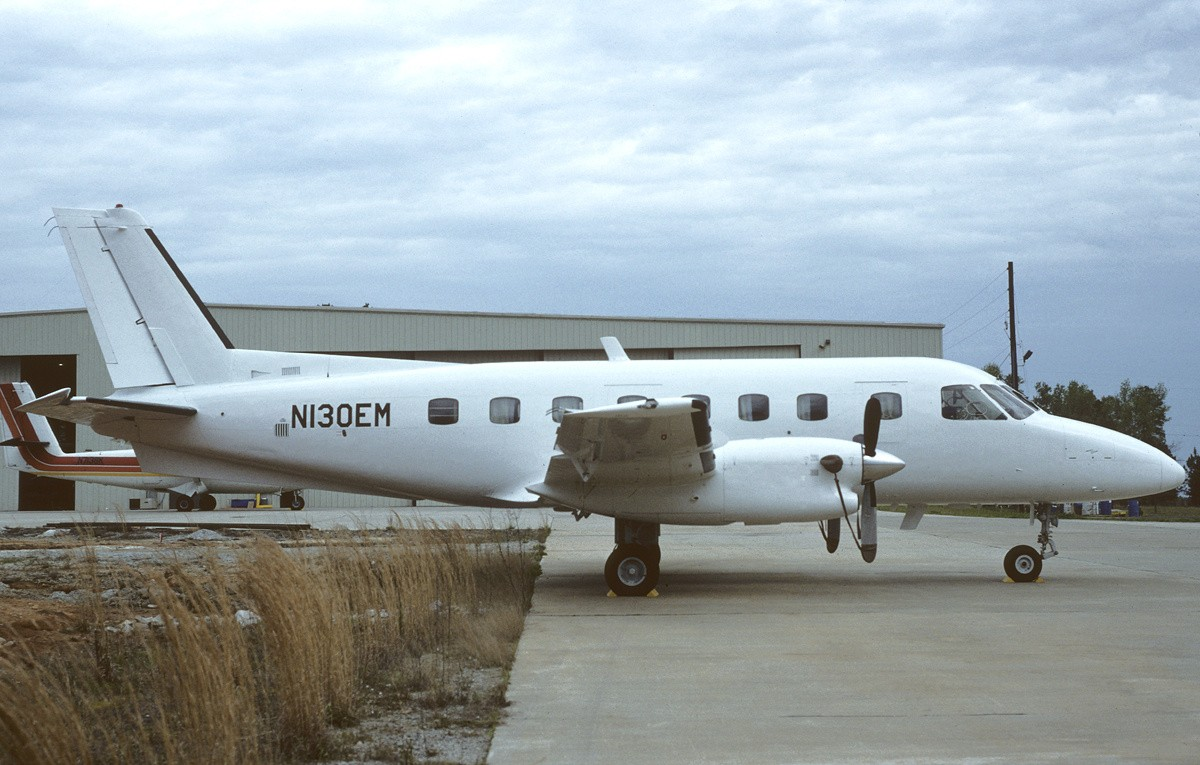
Embraer EMB 110 du même type que ceux de J-Air

La JAL Flight Academy (JFA) une école de pilotage basée à l'aéroport d'Omura, Nagasaki est créée par Japan Airlines (JAL) en août 1989, en tant que filiale. L'école propose une formation de conversion à ses ingénieurs de vol pour qu'ils deviennent pilotes. En avril 1991, une nouvelle division de JFA est créée pour exploiter des services réguliers afin de pallier les difficultés de Nishi Seto Airlink, une compagnie aérienne de banlieue desservant des villes de l'ouest du Japon. Les Jetstream 31 (JS31) dont l'introduction a eu lieu en septembre 1991, ont progressivement remplacé l' Embraer EMB 110 Bandeirante hérité de Nishi Seto,,.

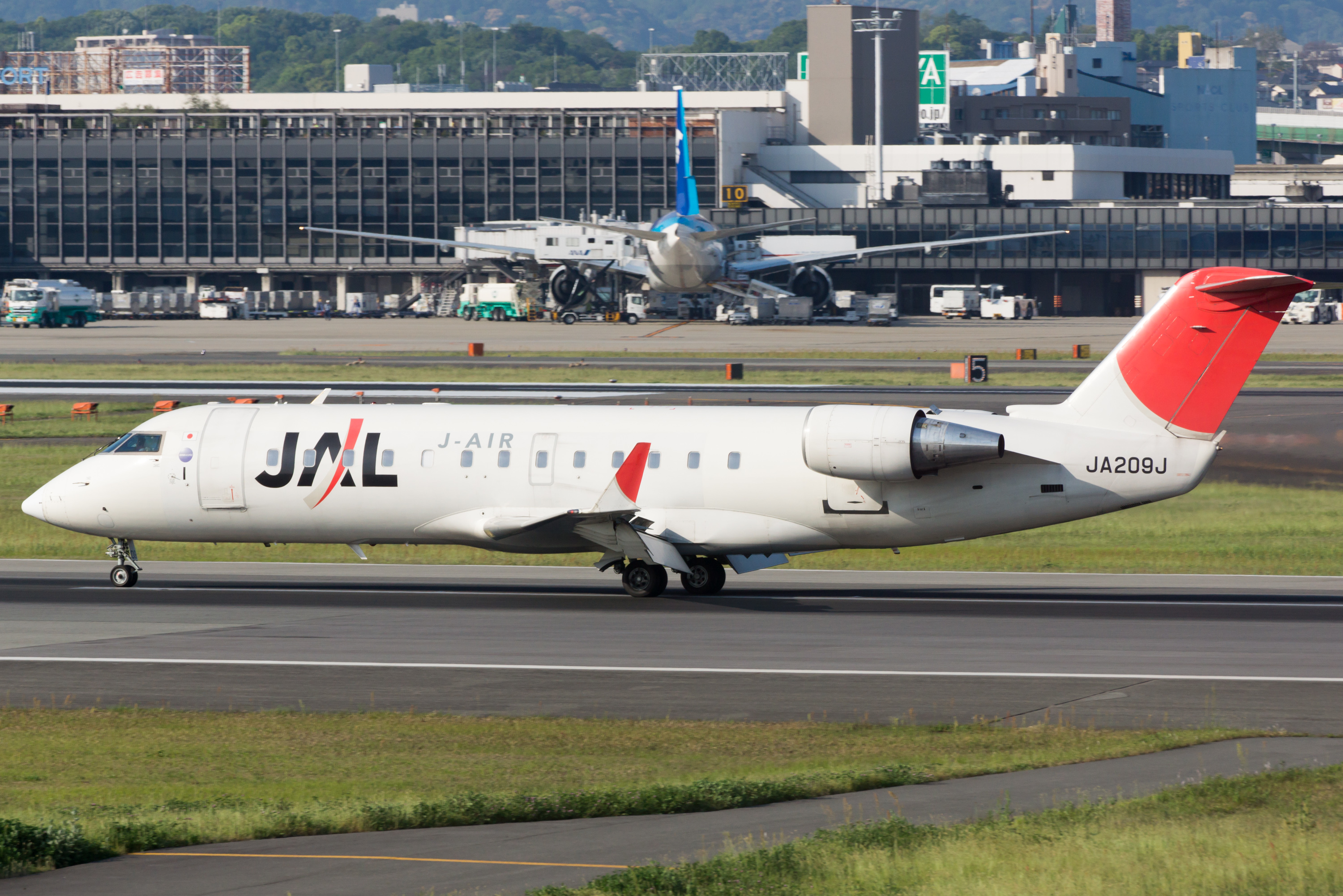
Bombardier CRJ200

En août 1996, la JAL Flight Academy est restructurée, J-Air est désormais une filiale régionale à part entière de Japan Airlines. Le 1er novembre, la compagnie aérienne inaugure son premier vol au départ de l'aéroport d' Hiroshima-Nishi et se concentre sur les liaisons intérieures à moindre demande, où les avions plus grands s'avèrent inintéressants d'un point de vue économique. Cependant, la subvention du gouvernement local prend fin à la fin de l'année 2000 et la compagnie aérienne doit devenir autosuffisante. Dans le cadre de sa stratégie de marketing national, JAL trouve un marché de niche où les Boeing 737 de plus de 100 sièges sont trop grands et où des services fréquents sont demandés, et repositionne ainsi la compagnie aérienne. Les Bombardier CRJ-200 sont introduits et remplacent progressivement les cinq JS31 jusqu'en août 2003,,.
En 2002, la compagnie change de logo et de livrée comme sa compagnie mère.
Malgré l'introduction des Bombardier CRJ-200, les possibilités d'expansion de la compagnie à partir de sa base restent limitées. La compagnie aérienne décide alors de transférer ses activités à l'aéroport de Nagoya, après l'ouverture de l'aéroport international de Chūbu Centrair le 17 février 2005. Afin de renforcer la reconnaissance de la marque JAL (Japan Airlines), la compagnie aérienne change pour les numéros de vol JAL à partir du 1er avril 2005,.

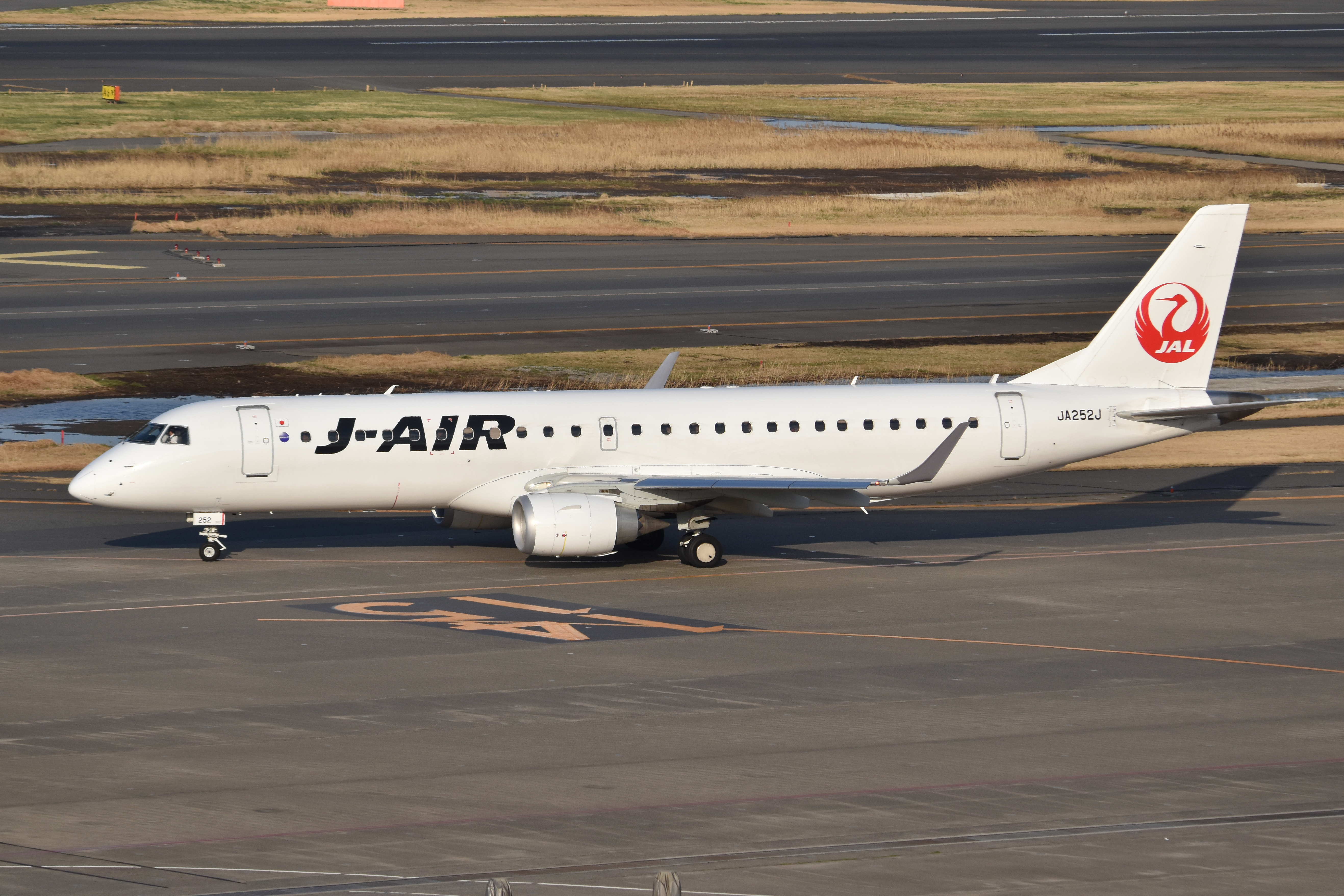
Embraer 190 introduit en 2016

Le 1er avril 2007, J-Air, rejoint Oneworld en tant que membre affilié. Le 18 juin, JAL signe un accord d'achat avec Embraer pour dix Embraer 170, avec des options pour cinq autres avions pour sa filiale J-Air. La valeur du contrat est estimée à 435 millions de dollars, options comprises. L'avion sera utilisé pour relier les villes de niveau 2 et 3 au Japon afin de contourner le hub encombré de la compagnie aérienne à Tokyo. L'avion est configuré pour accueillir 76 passagers dans une configuration à classe unique,. Le premier avion est livré le 3 octobre 2008, a reçu la certification de type du Bureau de l'aviation civile du Japon (JCAB) le 27 octobre et effectue son premier vol en février 2009,,.
En 2011, J-Air inaugure une nouvelle identité visuelle en parallèle de Japan Airlines et la compagnie peint progressivement ses avions avec la nouvelle livrée.
En 2015, sa maison mère Japan Airlines commande 32 Mitsubishi Regional Jets, tous destinés à être opérés par J-Air.
En 2016, le premier Embraer 190 commandé rejoint la flotte du transporteur japonais. J-Air se sépare de son dernier Bombardier CRJ200 le 1er février 2018. Elle opère désormais une flotte exclusivement composée d'Embraer 170 et d'Embraer 190.

## Identité visuelle

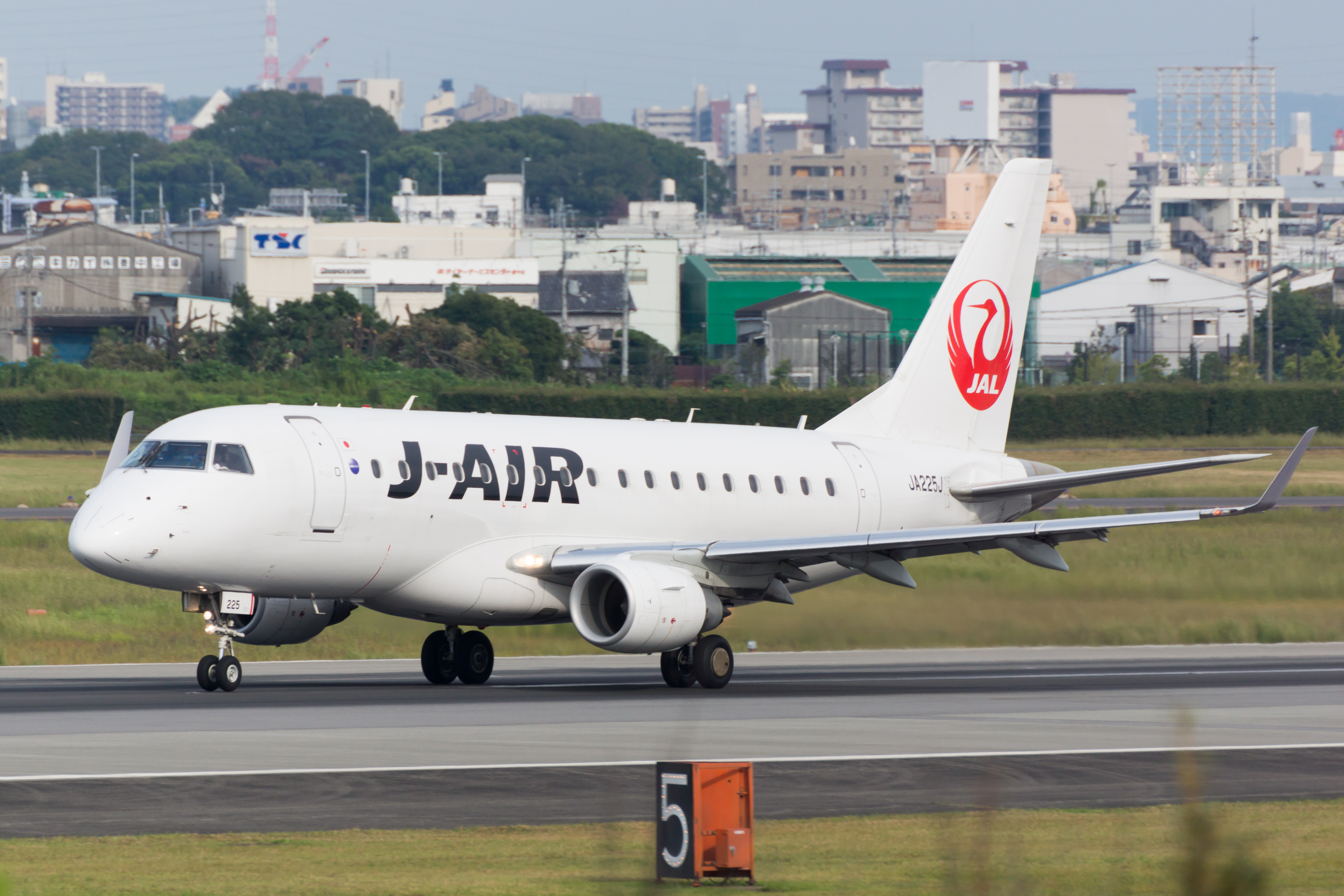
Embraer 170

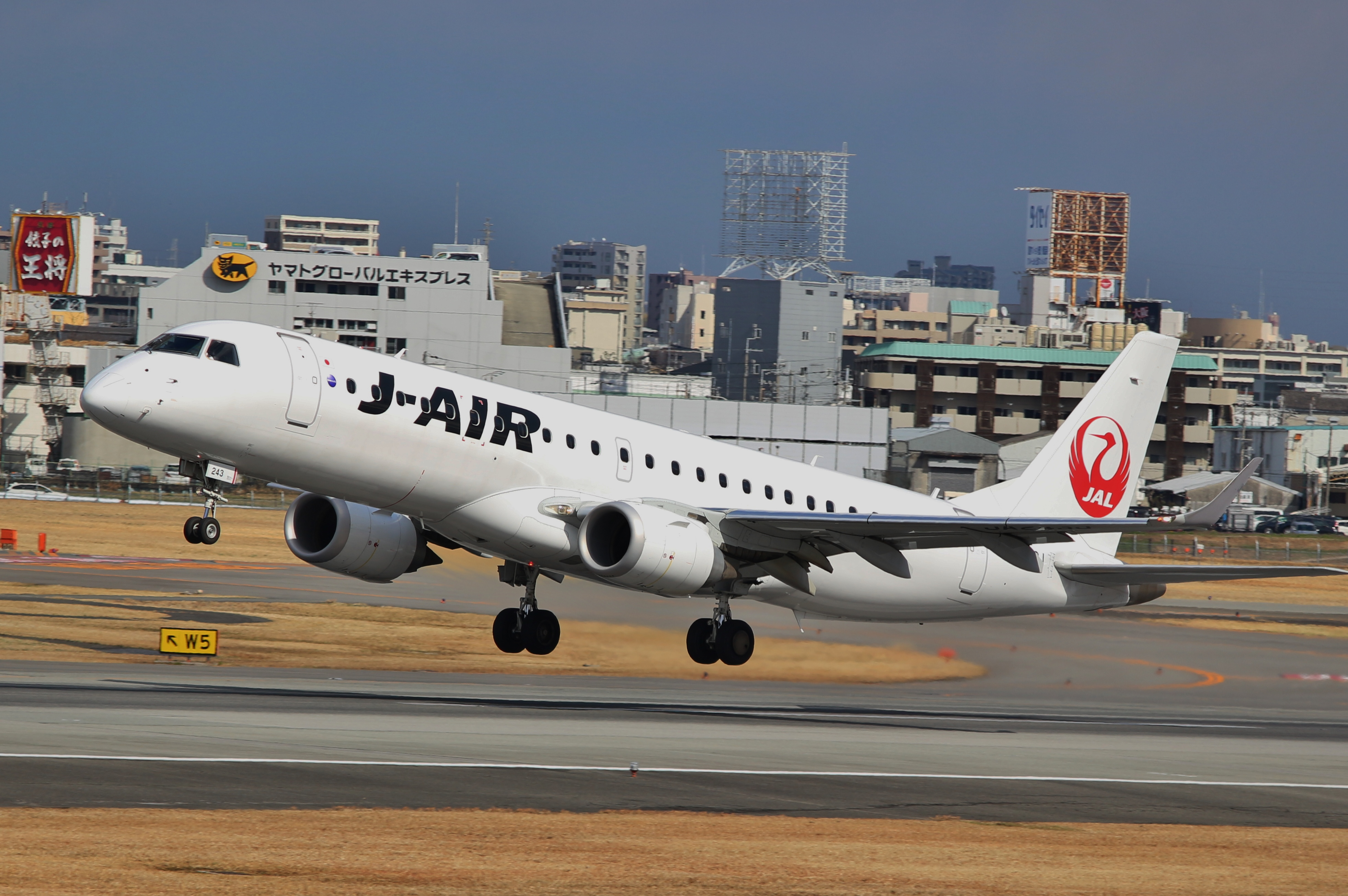
Un Embraer 190 au décollage à l'aéroport d'Osaka

J-Air étant une filiale à part entière de Japan Airlines, la compagnie régionale a suivi les évolutions de la maison mère.

1996-2002
Logo de J-Air de 2002 à 2011
Logo depuis 2011

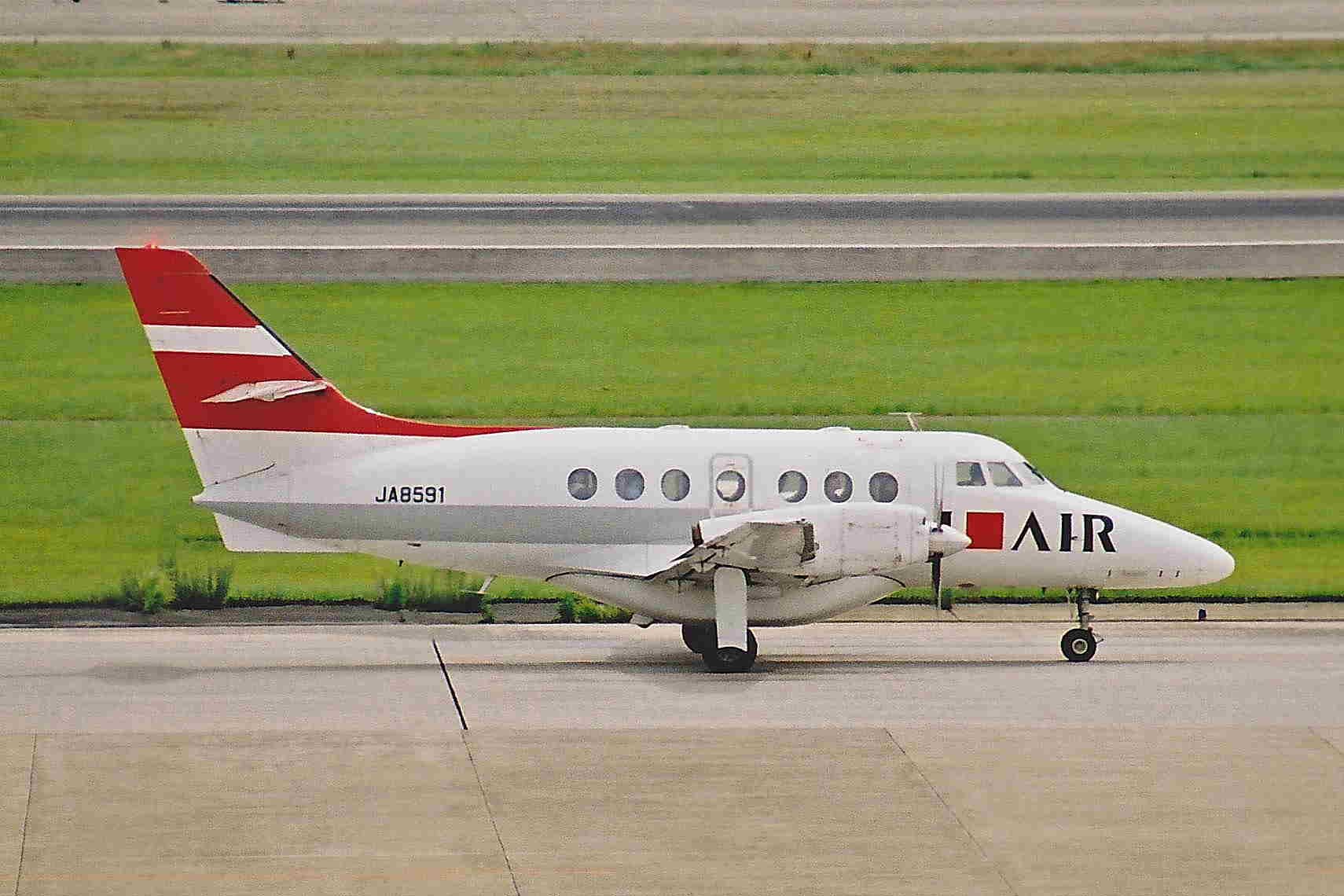
Première livrée de J-Air
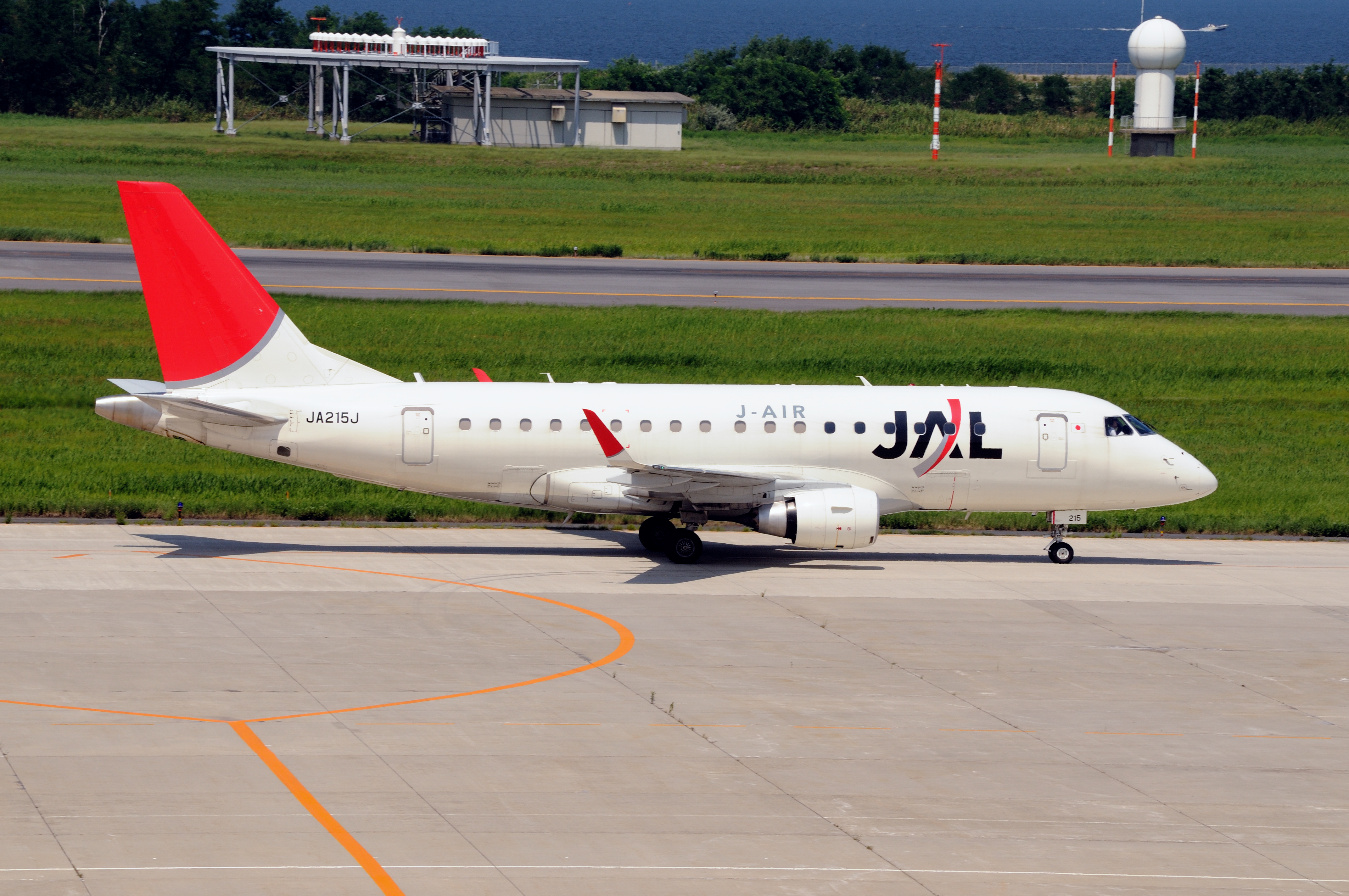
Ancienne livrée "Arc of the Sun"
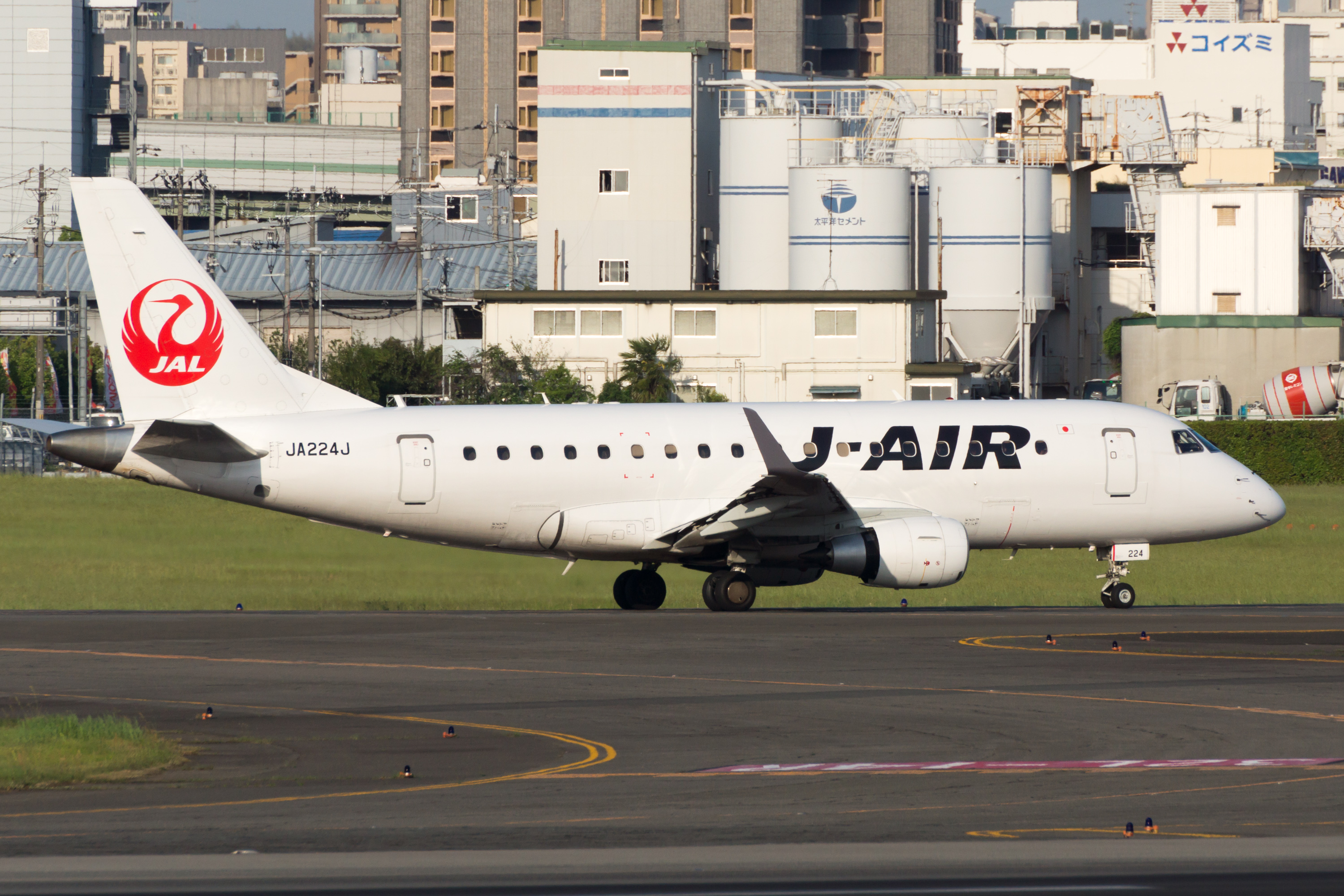
Livrée actuelle "tsurumaru" déployée à partir de 2011
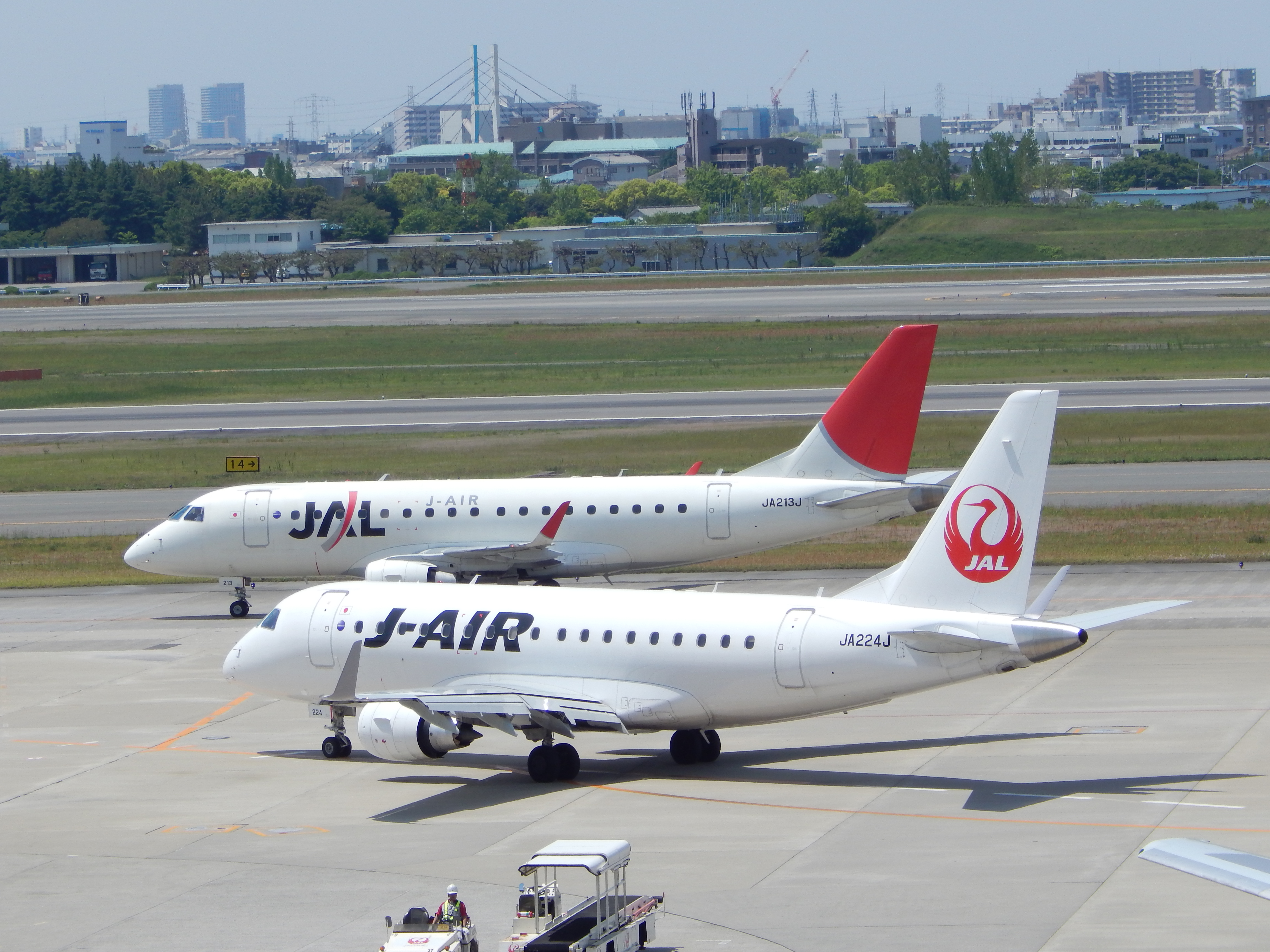
Les deux livrées à Itami

## Flotte

### Flotte en 2024
En mai 2024, la flotte de J-Air est composée des appareils suivants:

### Flotte retirée
Par le passé, la compagnie a opéré les types d'avions suivants :
- Bombardier CRJ200ER
- Embraer EMB 110 Bandeirante
- Jetstream 31

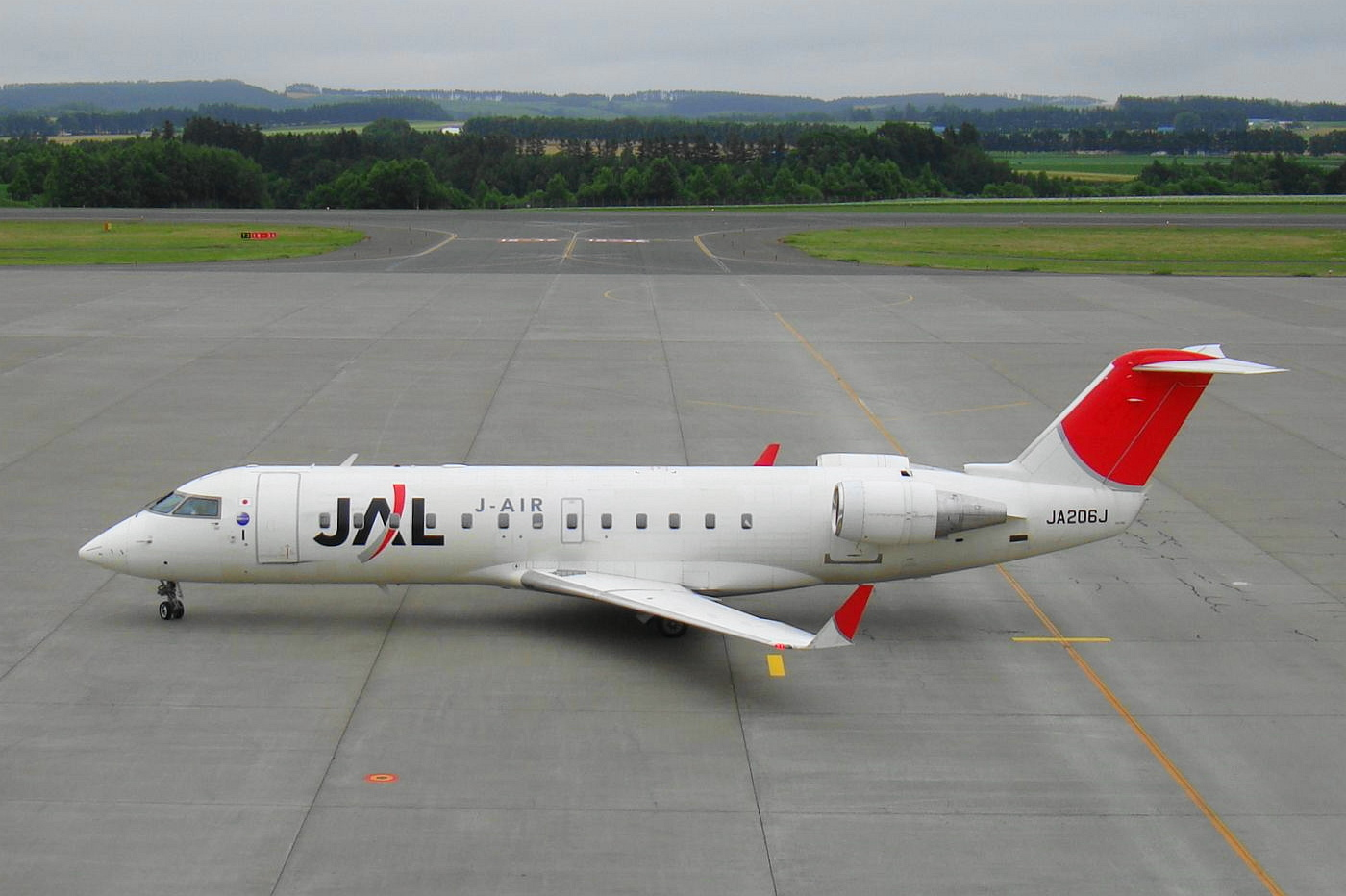
Un CRJ200ER à Memanbetsu
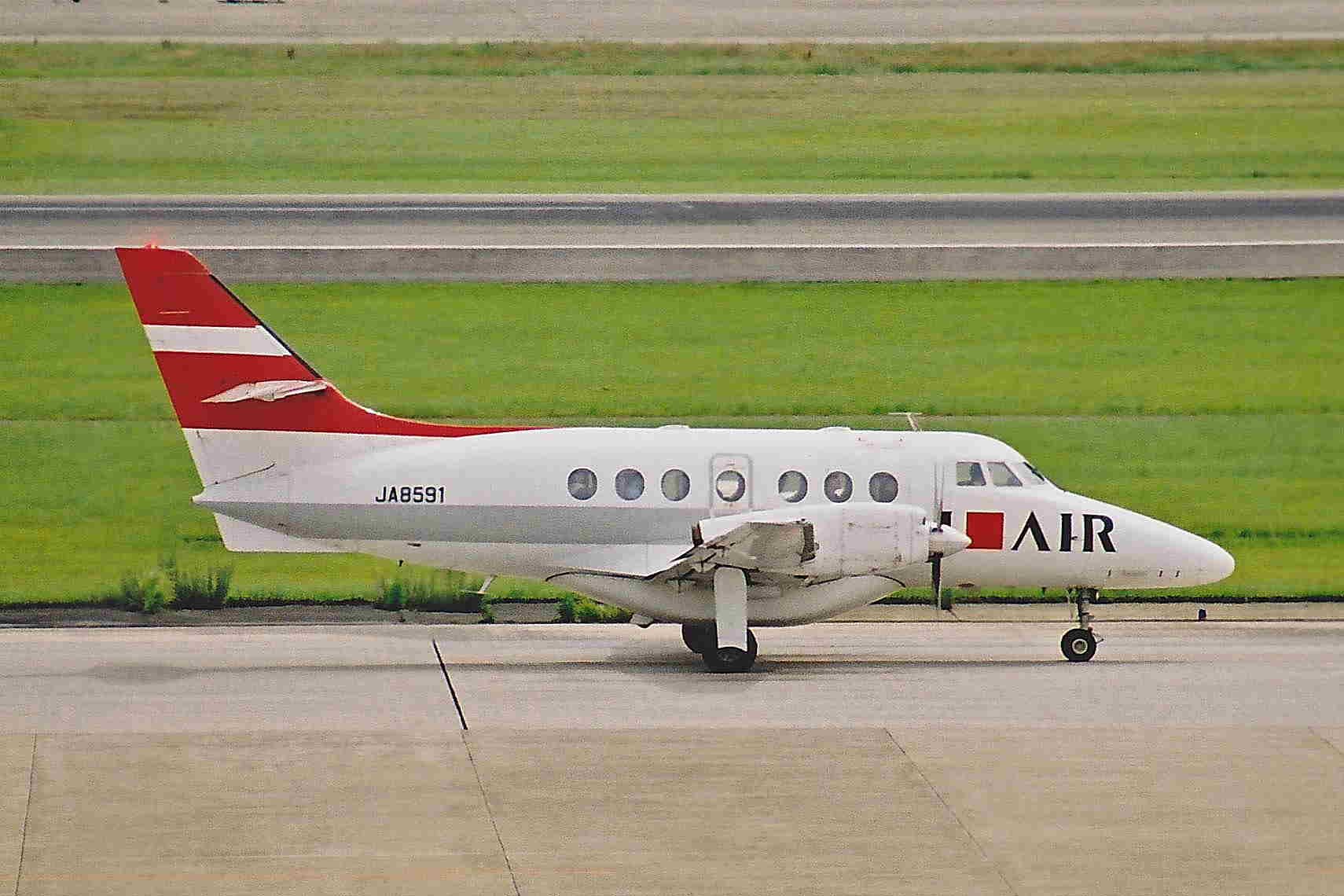
Jetstream 32 de J-Air à NGO en 2001
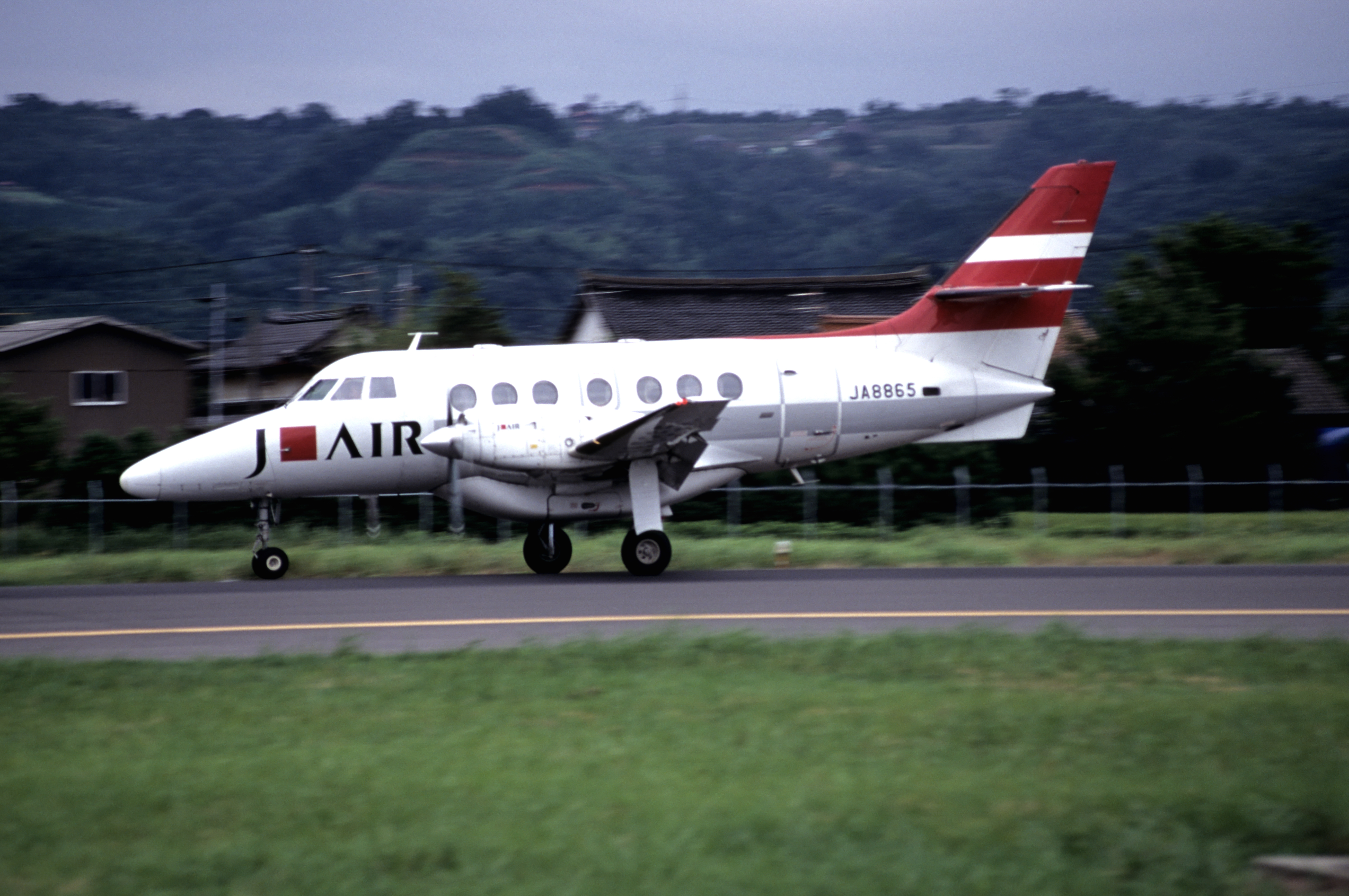
J-AIR BAe 3217 Jetstream Super31
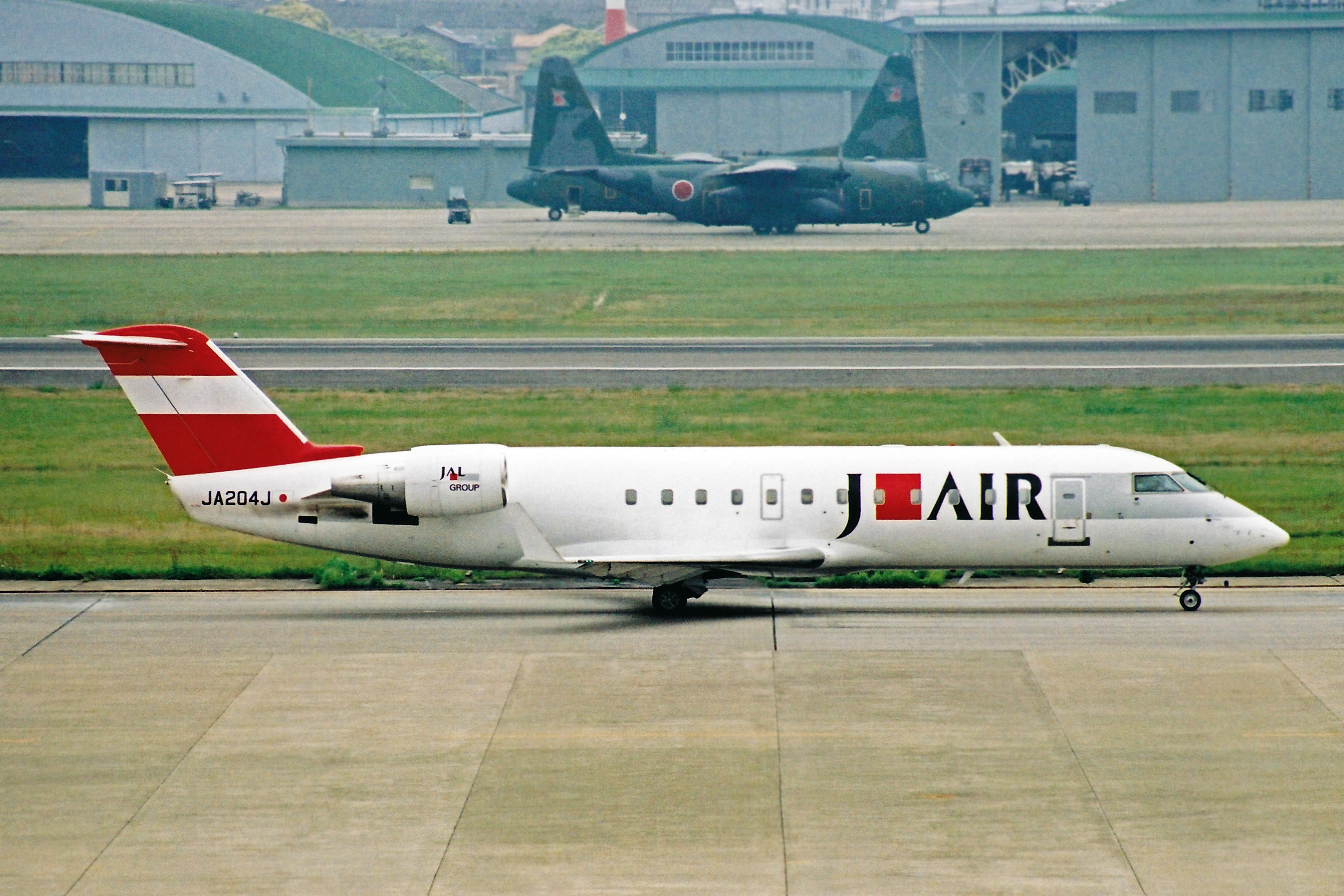
Un CRJ200 à NGO en 2003